# عائشة بورو
كلوي عائشة بورو ليترييه (بالفرنسية: Chloé Aïcha Boro Letterier)‏ (من مواليد 24 مايو 1980) هي مُخرجة وكاتبة سيناريو من بوركينا فاسو.

## سيرتها الذاتية
نشأت بورو في العاصمة واغادوغو بالقُرب من مقلع بالولي. درست الأدب الحديث وعملت كصحفية لفترة من الزمن. كتبت للعديد من المجلات والصحف المشهورة في بوركينا فاسو، ومن أبرزها «صوت الساحل» (بالفرنسية: La Voix du Sahel)‏ و«المُرابط» (بالفرنسية: Le Marabout)‏. نشرت عائشة روايتها الأولى سنة 2006، وذلك تحت عُنوان «كلمات اليتيم» (بالفرنسية: Paroles orpheline)‏. هاته الرواية هي عبارة عن سيرة ذاتية جزئية، وقد نالت عنها سنة 2007 جائزة ناجي نعمان في فئة القصة. حولت بورو انتباهها تدريجيًا إلى السينما، وعملت كمُساعدة مخرج ومُقدمة للبرنامج التلفزيوني «كودو»، وقد حصلت على جائزة «غاليان» (بالفرنسية: Galian)‏ في عام 2006. كما أنتجت فيلمًا وثائقيًا عن الكائنات المعدلة وراثيًا وقدمت برنامجًا إذاعيًا لإذاعة غامبيدي. في عام 2010، انتقلت عائشة للعيش في فرنسا.
في سنة 2012، أخرجت فيلمها الأول تحت عُنوان «على خُطى ساليماتا» (بالفرنسية: Sur les traces de Salimata)‏. أما في سنة 2014، فقد أخرجت أول فيلم وثائقي طويل لها تحت عُنوان «فارافين كو» (بالفرنسية: Farafin Ko)‏. في عام 2017، أخرجت برنامجا تحت عُنوان «وداعا فرنسا، التجارة الثلاثية الجديدة» (بالفرنسية: France-Aurevoir, le nouveau commerce triangulaire)‏، وقد حصل هذا الشريط الوثائقي على جائزة أفضل فيلم وثائقي في مهرجان آراء أفريقيا السينمائي الدولي في مونتريال. وقد كانت تجارة القطن موضوع الفيلم الرئيسي. في عام 2018، أصدرت عائشة بورو رواية «جهادنا الداخلي» (بالفرنسية: Notre Djihad intérieur)‏، وقد ركزت في روايتها على موضوعي المنفى وتناقضات العقيدة من خلال سرد قصة مُغترب أفريقي كان يعيش في فرنسا حين يعود إلى قريته الأُم. أخرجت عائشة فيلما وثائقيا آخير سنة 2019، وقد حمل عُنوان «ذئب بالولي الذهبي» (بالفرنسية: Le Loup d'or de Balolé)‏. هذا الفيلم الوثائقي يعرض حياة العمال في مقلع بالولي وآثار الثورة السياسية عام 2014. وقد حصل على جائزة أفضل فيلم وثائقي طويل في المهرجان الأفريقي للسينما والتلفزيون في واغادوغو.

## أعمالها
- 2012: «على خُطى ساليماتا» (بالفرنسية: Sur les traces de Salimata)‏
- 2014: «فارافين كو» (بالفرنسية: Farafin Ko)‏
- 2017: «وداعا فرنسا، التجارة الثلاثية الجديدة» (بالفرنسية: France-Aurevoir, le nouveau commerce triangulaire)‏
- 2019: «ذئب بالولي الذهبي» (بالفرنسية: Le Loup d'or de Balolé)‏

## روابط خارجية
عائشة بورو على موقع IMDb (الإنجليزية)
- عائشة بورو على موقع ألو سيني (الفرنسية)